# Vergilbungskrankheiten im Weinbau
Bei den Vergilbungskrankheiten im Weinbau handelt es sich um einen Oberbegriff, mit dem man Rebkrankheiten zusammenfasst, die von Erregern der Gruppe der Phytoplasmen verursacht werden. Die Vergilbungskrankheiten stellen eine ernsthafte Bedrohung für den Weinbau dar. Bislang gibt es kaum wirksame Bekämpfungsmöglichkeiten. Auf den europäischen Weinbau haben die Krankheiten Goldgelbe Vergilbung (franz.: Flavescence dorée) und die Schwarzholzkrankheit einen großen Einfluss. Während erstgenannte Vergilbungskrankheit von der Kleinzikade Scaphoideus titanus (Amerikanische Rebzikade) übertragen wird, gilt bei der Schwarzholzkrankheit die Winden-Glasflügelzikade (Hyalesthes obsoletus) als Vektor.
Später fand man noch die Vergilbungskrankheiten Grapevine yellows (Verbreitungsgebiet in Nordamerika, Italien und Israel), Australian grapevine yellows (Australien) sowie leaf curl und berry shrivel im US-Bundesstaat New York (→ Weinbau in New York).

## Ursache

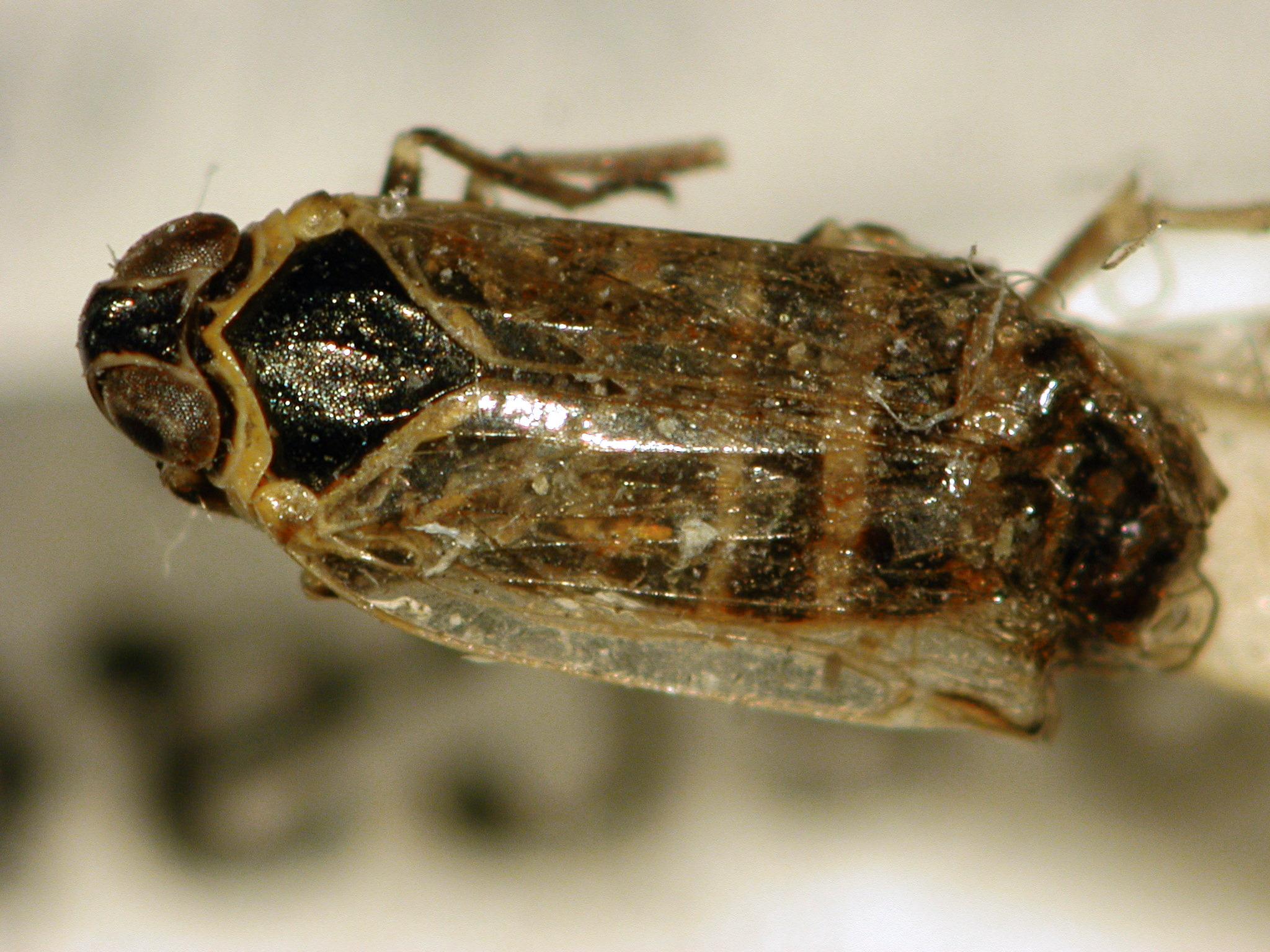
Die Winden-Glasflügelzikade (Hyalesthes obsoletus) ist der Krankheitsüberträger der Schwarzholzkrankheit.

Die Phytoplasmen (früher auch Mycoplasmen genannt) sind Bakterien der Klasse der Mollicutes. Die Parasiten sind auf lebende Wirtszellen angewiesen, die sie im Phloem der Rebe finden. Sie nutzen die dort transportierten Nährstoffe (die Assimilate) als Nahrung und schädigen dabei die Siebröhren der Pflanze. Aber auch die Bildung von Phytohormonen rufen verschiedene Krankheitssymptome hervor.

## Symptome und Folgen
Befallene Reben treiben meist normal, allenfalls leicht verspätet aus. Ein verlangsamtes Triebwachstum bis zur Blüte kann ebenfalls ein erstes Indiz sein. Eindeutige Merkmale treten erst im Spätsommer auf. Bei trockenem und warmem Wetter treten die Symptome früh auf, bei feuchtem und kühlem Wetter verzögert sich der Krankheitsverlauf.
Die Rebsorten Riesling und Chardonnay sind in den Anbaugebieten Europas am stärksten betroffen. Besonders empfindlich ist die Rebsorte Sangiovese, die meist infolge einer Infektion abstirbt.